# Raddea hoenei
Raddea hoenei là một loài bướm đêm trong họ Noctuidae.